# Music Makers
Music Makers — студийный альбом американской певицы Хелен Меррилл, записанный в Париже в марте 1986 года при участии британского пианиста Гордона Бека, французского скрипача Стефана Граппелли и саксофониста Стива Лейси. Альбом был выпущен в том же году на французском лейбле Owl Records.

## Отзывы критиков
| Оценки критиков                   | Оценки критиков |
| Источник                          | Оценка          |
| --------------------------------- | --------------- |
| AllMusic                          | [ 1 ]           |
| The Encyclopedia of Popular Music | [ 2 ]           |
| The Penguin Guide to Jazz         | [ 3 ]           |

Обозреватель Billboard написал: «Хрипловатый голос Меррилл прекрасно сочетается с тщательно подобранной программой стандартов и джазовых баллад. Превосходное сопровождение в исполнении трёх выдающихся музыкантов — пианиста Бека, скрипача Граппелли и саксофониста Лейси».
В своей рецензии для AllMusic Скотт Яноу пишет: «Это необычный альбом, поскольку в нём всегда гибкая певица Хелен Меррилл и клавишник Гордон Бек играют по шесть трио каждый с сопрано-саксофонистом Стивом Лейси или скрипачом Стефаном Граппелли. Большинство композиций являются стандартными (исключения составляют „Music Makers“ Меррилл и „And Still She Is With Me“ Бека), но все песни звучат довольно свежо, отчасти из-за необычной инструментовки, а также отчасти из-за изобретательности исполнителей. Основные моменты включают „Round Midnight“ и „When Lights Are Low“ (в обоих из которых есть Лейси), а также „A Girl in Calico“ и „Lady Be Good“ с Граппелли».

## Список композиций
1. «Round About Midnight» (Берни Ханиген, Телониус Монк, Кути Уильямс) — 4:54
2. «Sometimes I Feel Like a Motherless Child» (народная) — 4:27
3. «A Tout Choisir» (Жоэль Ольмес) — 2:07
4. «When Lights Are Low» (Бенни Картер, Спенсер Уильямс) — 3:25
5. «And Still She Is With Me» (Гордон Бек) — 4:50
6. «Music Makers» (Хелен Меррилл, Торри Зито) — 3:10
7. «Laura» (Джонни Мерсер, Дэвид Рэксин) — 4:26
8. «As Time Goes By» (Герман Гупфельд) — 5:20
9. «A Girl in Calico» (Артур Шварц) — 3:50
10. «Solitude» (Эдди Деланж, Дюк Эллингтон, Гордон Миллс) — 3:36
11. «Lady Be Good» (Джордж Гершвин, Айра Гершвин) — 3:37
12. «Nuages» (Джанго Рейнхардт) — 3:57

## Участники записи
- Вокал — Хелен Меррилл
- Запись, сведение — Лоран Пейрон
- Продюсер — Франсуа Лемер, Жан-Жак Пуссьо
- Скрипка — Стефан Граппелли (7-12)
- Сопрано-саксофон — Стив Лейси (1-6)
- Фортепиано, электропианино — Гордон Бек